# Ибраевский сельсовет (Кигинский район)
Ибраевский сельсовет — муниципальное образование в Кигинском районе Башкортостана.
Административный центр — село Ибраево.

## История
Согласно «Закону о границах, статусе и административных центрах муниципальных образований в Республике Башкортостан» имеет статус сельского поселения.

## Население
| 2002  | 2009  | 2010  | 2012  | 2013  | 2014  | 2015  |
| ----- | ----- | ----- | ----- | ----- | ----- | ----- |
| 1785  | ↘1770 | ↘1758 | ↘1723 | ↘1668 | ↘1600 | ↘1533 |
| 2016  | 2017  | 2018  |       |       |       |       |
| ↘1472 | ↘1426 | →1426 |       |       |       |       |

## Состав сельского поселения
| № | Населённый пункт | Тип населённого пункта       | Население |
| - | ---------------- | ---------------------------- | --------- |
| 1 | Ибраево          | село, административный центр | ↗471      |
| 2 | Юкаликулево      | деревня                      | ↘648      |
| 3 | Старомухаметово  | деревня                      | ↘460      |
| 4 | Ягуново          | деревня                      | ↘176      |
| 5 | Новомухаметово   | деревня                      | ↗3        |

## Известные уроженцы
- Гимаев, Рагиб Насретдинович (1 января 1935 — 29 января 2016) — советский и российский учёный, химик, бывший ректор Башкирского государственного университета[13][14] (ныне Уфимский университет науки и технологий).
- Загитов, Раус Хабирович (род. 19 ноября 1948) — актер Башкирского Академического театра драмы им. М. Гафури, Заслуженный артист Башкирской АССР (1984), Народный артист Башкирской АССР (1989), Заслуженный артист РФ (1998)[15][16].